# 鱔魚意麺

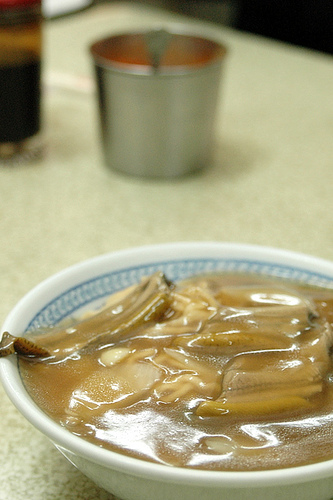
鱔魚意麺の例（台南市）

鱔魚意麺（シャンユィイーミェン）は、茹でた意麺（または炒めた意麺）に鱔魚（タウナギ）を乗せた麺料理。台南市の名物料理である。日本で紹介される場合にはタウナギ意麺の表記もある。
台湾人にとって「故郷の香りがする料理」を問われた際に、肉圓、碗粿と並んで挙げられる料理の1つ。
タウナギをオイスターソースで炒めて、または、あんかけに調理して麺に乗せる。炒めたタウナギを茹でた意麺と和える調理法もある。あんかけはとろみを付けた後に黒酢と砂糖で味付けを行う。
炒めた意麺にタウナギを乗せたものは乾炒鱔魚意麺、汁麺にタウナギを乗せたものは鱔魚意麺羹と呼び分けることもある。